# Qarqar
Qarqar (o Karkar) è un'antica città situata nella parte nord-occidentale della Siria conosciuta attraverso le fonti neoassire.
La località fu scenario di un'importante battaglia del mondo antico, la battaglia di Qarqar, combattuta nell'853 a.C. tra l'esercito assiro, guidato dal re Salmanassar III, e un'alleanza di 11 dinasti locali dell'area siro-palestinese guidati da Hadadezer (Ben Hadad) di Damasco e dal re Acab di Israele.
La battaglia ebbe esito positivo per gli assiri, almeno secondo quanto ricordato nella stele di Kurkh eretta per commemorare la vittoria.
Malgrado l'esito dello scontro le ostilità non ebbero fine e Qarqar fu sede di ulteriori scontri. Intorno al 720 a.C. un nuovo tentativo di sovrani palestinesi - fomentato, e forse appoggiato militarmente, da Wahkara, sovrano egizio della XXIV dinastia - ebbe nuovamente esito negativo.
L'antica città di Qarqar è stata associata al sito archeologico di Tell Qarqur, situato nella valle dell'Oronte nella parte occidentale della Siria. Il sito è stato esplorato a partire dal 1993 e gli scavi hanno portato alla luce tracce di una lunga occupazione tra cui massicce opere difensive risalenti all'età del ferro.